# Nimcha
La Nimcha ou Nimsha, de l'arabe Nim (demi), désigne étymologiquement une arme courte (telle une arme de marine) alors que sa longueur est bien celle d'un sabre.
Le nimcha est un sabre à une main du nord-ouest de l'Afrique ressemblant à un cimeterre ou à un saif. Ces épées datent généralement de la fin du XVIe siècle et se distinguent par le fait que les anciennes lames sont souvent réutilisées. Avec cette variété de motifs possibles, la nimcha se distingue par sa garniture à plusieurs barres et un manche en bois avec un pommeau en forme de crochet. La croix a souvent une partie avant qui commence sous les barres et s'étend jusqu'au bas de la poignée. Sur son côté opposé, il a une barre sur le bord et une ou deux barres supplémentaires sur le bord arrière. Ces épées ont une forte ressemblance avec d'autres armes du monde arabe, comme le tulwar ou le saif.

## Description
Ces lames datent généralement de la fin du XVIIIe siècle et se caractérisent par l’utilisation fréquente de lames plus anciennes. Avec cette variété de modèles de lames possibles, le nimcha se distingue par les poignées qui arborent des quillions pointant vers l’avant, et par les manches en bois à pommeaux «en crochet» équarris. Le protège-croix a souvent un protège-doigts qui commence sous les quillions et court jusqu'au bas du pommeau; sur le côté opposé de la garde, ce chemin est normalement poursuivi sur un troisième quillion. Ces épées ressemblent beaucoup à l'arabe voisin.